# Middel (Overijssel)
Middel is een buurtschap in de gemeente Olst-Wijhe in de Nederlandse provincie Overijssel. Het ligt in het oosten van de gemeente, vijf kilometer ten zuidoosten van Wijhe. Middel telt ongeveer 180 verspreide huizen, waaronder een aantal boerderijen en enkele andere kleine ondernemingen.

## Geschiedenis
In de 13e eeuw wordt er melding gemaakt van een leen 'Hof te Middele'. Een eeuw later is er sprake van een boerschap genaamd Middele in het schoutambt Olst dat is gelegen tussen bossen en broekland. Ondanks de aanleg van de Soestwetering en de Oude Wetering hadden de keuterijen in het gebied regelmatig te kampen met wateroverlast waardoor agrarische activiteit maar beperkt mogelijk was.
In de negentiende eeuw werd in de streek grootschalig ijzeroer gedolven door het afgraven van oerbanken van dicht onder het maaiveld. Het was een gewilde grondstof voor ijzergieterijen in Deventer en verder.

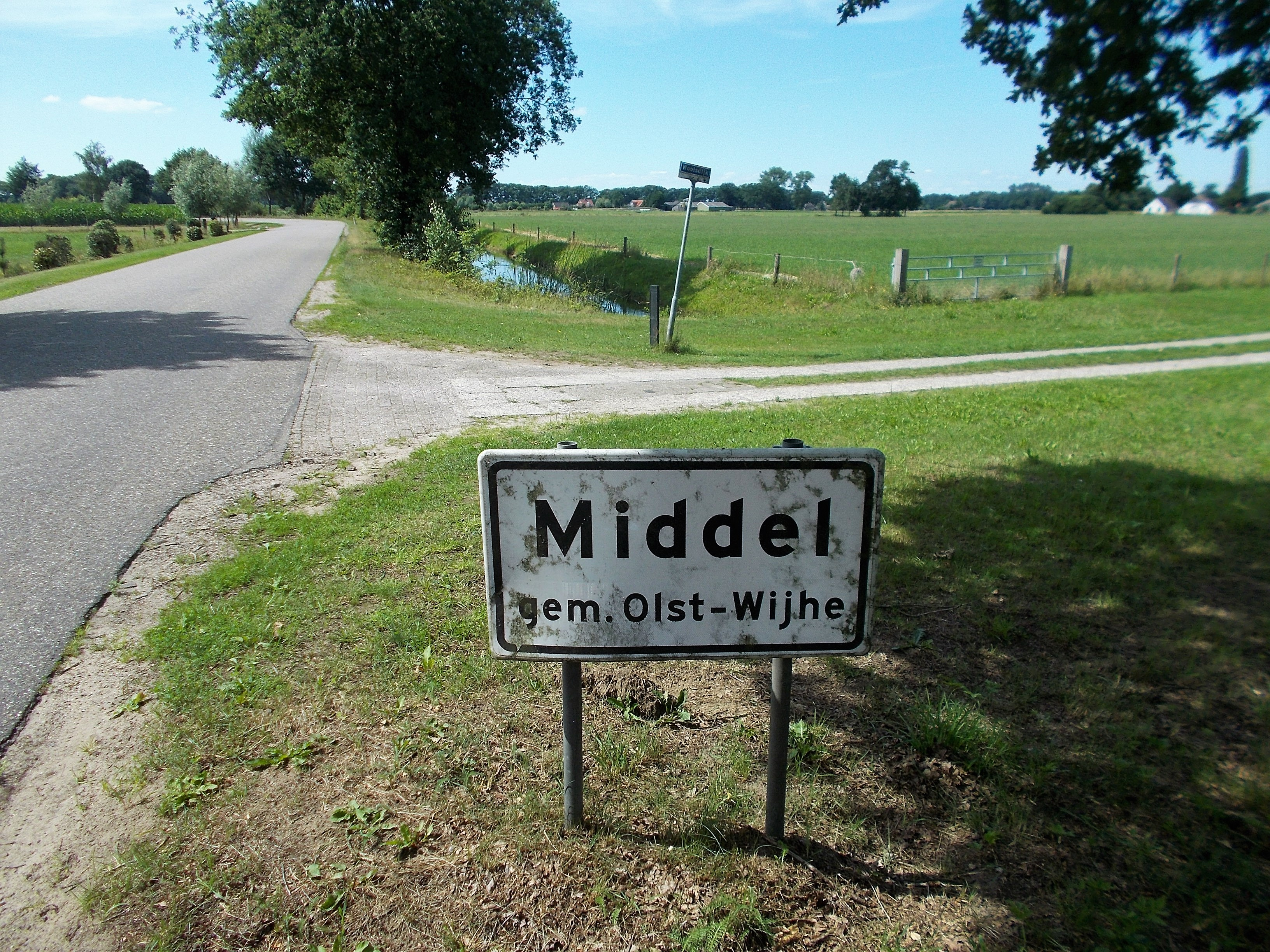
Gebiedsbord